# Jerónimo Pérez de la Rosa
Jerónimo Pérez de la Rosa (Sevilla, 1915-Sevilla, 7 de noviembre de 1935) fue un empleado de oficina español de ideología falangista. En noviembre de 1935 fue víctima de un atentado terrorista y falleció a las pocas horas.

## Atentado

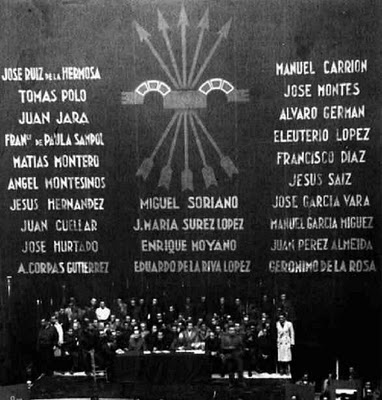
Telón de los caídos de FE de las JONS, en un acto de febrero de 1936. En el telón puede leerse el nombre de Gerónimo Pérez de la Rosa.

Jerónimo Pérez de la Rosa y su compañero Eduardo Rivas López fueron tiroteados por un grupo de individuos mientras fijaban carteles en la calle San Vicente de Sevilla el 6 de noviembre de 1935, sobre las 23:00 horas. Eduardo Rivas fue alcanzado por dos disparos en el corazón y falleció a los pocos segundos. Jerónimo Pérez fue trasladado de urgencia a la Casa de Socorro de Sevilla, donde se le atendió de un balazo en la región precordial y un segundo impacto en el antebrazo derecho. El atentado fue atribuido a elementos comunistas.
En el hospital se personó Sancho Dávila, líder de los falangistas sevillanos. Murió a las pocas horas, en la madrugada del 7 de noviembre de 1935, a los 20 años de edad. Fue enterrado en Sevilla el día 8 de noviembre de 1935. Como alumno de la Escuela industrial, la Universidad de Sevilla suspendió las clases ese día.